# Institutio Traiani
La Institutio Traiani è un falso tardoantico attribuito a Plutarco e noto solo da frammenti in latino.

## Struttura
Giovanni di Salisbury, nel quinto e nel sesto libro del Polycraticus, parla di Plutarco come maestro dell'imperatore Traiano, riportando dei passi tratti dalla cosiddetta Institutio Traiani.
Si tratterebbe, comunque, di un falso tardoantico (databile forse tra il IV e il V secolo), di cui lo scrittore riporta passaggi in latino (millantando una traduzione da un improbabile originale greco) di una lettera dedicatoria all'imperatore appena salito al potere. Giovanni cita anche, in questo contesto, due altri scritti di argomento politico, non meglio identificati, De istitutione principum e Archigrammaton.

## Analisi critica
Il trattato, sicuramente apocrifo, risulta interessante per la trasmissione del nome e del ruolo di Plutarco al Medioevo latino e perché esso conserva la metafora organicistica della comunità politica. Secondo l'autore, Respublica est quoddam corpus e, in questo corpo, il re assume il ruolo della testa, il senato del cuore, i governatori quelli degli occhi, orecchie, lingua. I militari sono le mani, mentre i contadini i piedi ed il clero è l’anima di questo corpo.